# Santa María Lachixío
Santa María Lachixío là một đô thị thuộc bang Oaxaca, México. Năm 2005, dân số của đô thị này là 1454 người.